# Sant Esteve de Palautordera
Sant Esteve de Palautordera – gmina w Hiszpanii, w prowincji Barcelona, w Katalonii, o powierzchni 10,73 km². W 2011 roku gmina liczyła 2555 mieszkańców.